# Чесуча

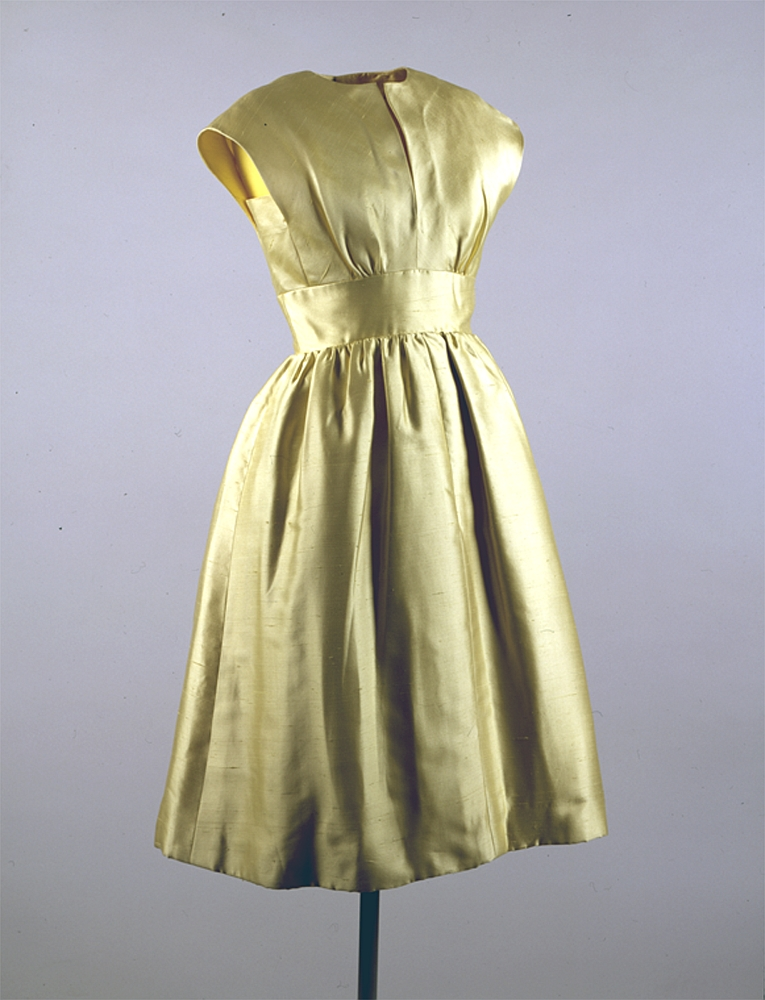
Сукня Жаклін Кеннеді з блідо-жовтої чесучі. 1962

Чесуча́, чесунча́, чечунча́ (від кит. «шовк-сирець») — щільна шовкова тканина полотняного переплетення. Відрізняється надзвичайно високою носкістю завдяки граничній щільності ниток. Чесучу виробляли з кручених ниток натурального шовку особливого сорту — тусора, дикого дубового або тутового шовкопряда, мають нерівномірну товщину і безліч дефектів як нальотів, шишечок і вузликів, за рахунок чого тканина набуває шорстку фактуру поверхні. Оздоблення чесучі проводилося в готовій тканині виварюванням. Залежно від якості вихідної сировини чесуча набувала кольору від золотистої до коричневої.
З чесучі шили літні дамські та чоловічі костюми, які вважалися предметами розкоші, святкові чоловічі сорочки, жіночі нижні спідниці і фіранки. У XIX столітті вироблена в Російській імперії чесуча у великих кількостях вирушала на експорт. У Європі походження чесучі пов'язували з Індією, звідки вона надходила через Велику Британію. У СРСР проводили імітацію шовкової чесучі з бавовняної кардної пряжі дрібноузорчастим жаккардовим переплетенням для пошиття блузок і чоловічих сорочок.